# Konotowanie
Konotowanie – jedna z funkcji semantycznych; relacja między nazwą a jej konotacją, tj. taką treścią charakterystyczną tej nazwy (czyli takim zespołem cech, który przysługuje wyłącznie jej desygnatom), że każdy poinformowany, że dany przedmiot ma wszystkie zawarte w tej treści charakterystycznej cechy, może trafnie rozstrzygnąć, czy dany przedmiot jest tej nazwy desygnatem. Nazwa konotuje swoją konotację. 
Istnieje też inne określenie konotowania, stanowiące dokonaną przez Kazimierza Ajdukiewicza (O znaczeniu wyrażeń) parafrazę myśli Milla. Cechy C1, C2, ... Cn są konotowane przez nazwę N wtedy, gdy: 1) przedmioty, które określa się tą nazwą, posiadają te cechy, 2) nazwę tę stosuje się właśnie w tym celu, by to zaznaczyć.